# Hype Williams
Harold "Hype" Williams (født Harold Williams i juli, 1970 i Queens, New York, USA) er en amerikansk musikvideoinstruktør, filminstruktør, filmproducer og -forfatter.

## Barndom
Williams blev født i Queens, New York. Han er af afro-amerikansk og honduransk afstamning. Han bestod fra Andrew Jackson High School of Art and Music i 1987 og valgte efterfølgende at gå på Adelphi University. Han fremviste sit arbejde ved at tagge lokale reklametavler, butiksfronter og legepladser ved at skrive HYPE som sin graffitiunderskrift. Han sagde "Det er muligvis hvad der stimulerede min interesse i farver. Jeg ville være gadens Basquiat eller Keith Haring."" Hans store gennembrud kom da han begyndte at arbejde med Classic Concepts Video Productions. Lionel "Vid Kid" Martin og VJ Ralph McDaniels skabte Williams første mulighed med Filmmakers With Attutide-navnet (FWA), der var Williams første videofirma.

## Karriere
Hype Williams er blevet anerkendt for sine high-budget, visuelt påfaldende videoer for populærmusik. Han har mest arbejdet med berømte kunstnere inde for musik, og han har instrueret over 100 musikvideoer. Han instruerede bl.a. Aaliyah i hendes sidste musikvideo, Rock the Boat, der blev færdig få timer før hendes tragiske død i et flystyrt. 
Han har dog kun instrueret én spillefilm, ved navn Belly, fra 1998, der var en undergrundsdramafilm med rapperne DMX, Nas og Method Man i hovedrollerne.